# SilkWorm
Pour les articles homonymes, voir Silkworm.
SilkWorm est un jeu vidéo de type shoot them up à défilement horizontal développé et manufacturé par Tecmo en 1988 sur borne d'arcade. Le jeu a été adapté sur Amiga, Atari ST, Amstrad CPC, Commodore 64, ZX Spectrum en 1989 et sur Nintendo Entertainment System en 1990. Il a donné suite à SWIV en 1991.

## Système de jeu
SilkWorm propose de diriger au choix une jeep ou un hélicoptère. Il est jouable à deux en simultané.

## Équipe de développement
Le studio Random Access, plus tard responsable du second épisode, a adapté le programme sur micro-ordinateurs.
- Project Manager : Simon Pick
- Adaptation programmation : Ronald Pieket Weeserik (Amiga), John Croudy (ST), Warren Mills (C64), Nigel Brown (CPC, ZX)
- Adaptation graphismes : Ned Langman (Amiga), Edward Langman (C64), Nigel Brown (CPC, ZX)
- Adaptation musique : Barry Leitch (Imagitec Design, Amiga, ST), Nigel Brown (CPC, ZX)

## Accueil
SilkWorm a généralement été bien reçu par la presse spécialisée. L'adaptation micro a été récompensée du Tilt d'or 1989 du meilleur shoot them up.

## La série
- 1988 - SilkWorm
- 1992 - SWIV
- 1994 - Super / Mega SWIV
- 1996 - SWIV 3D